# Покровский концентрационный лагерь

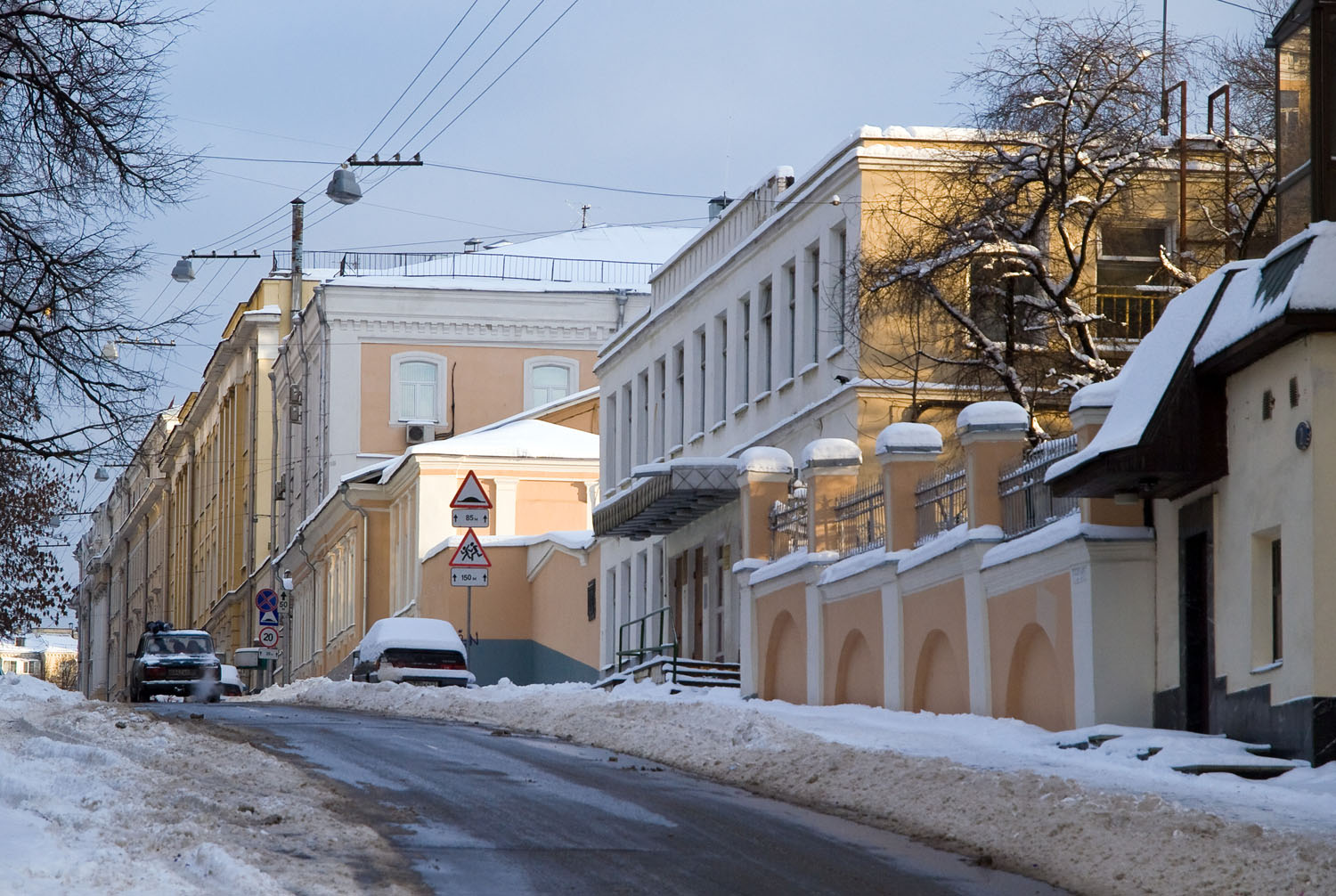
Местонахождение бывшего концлагеря в 2010 году

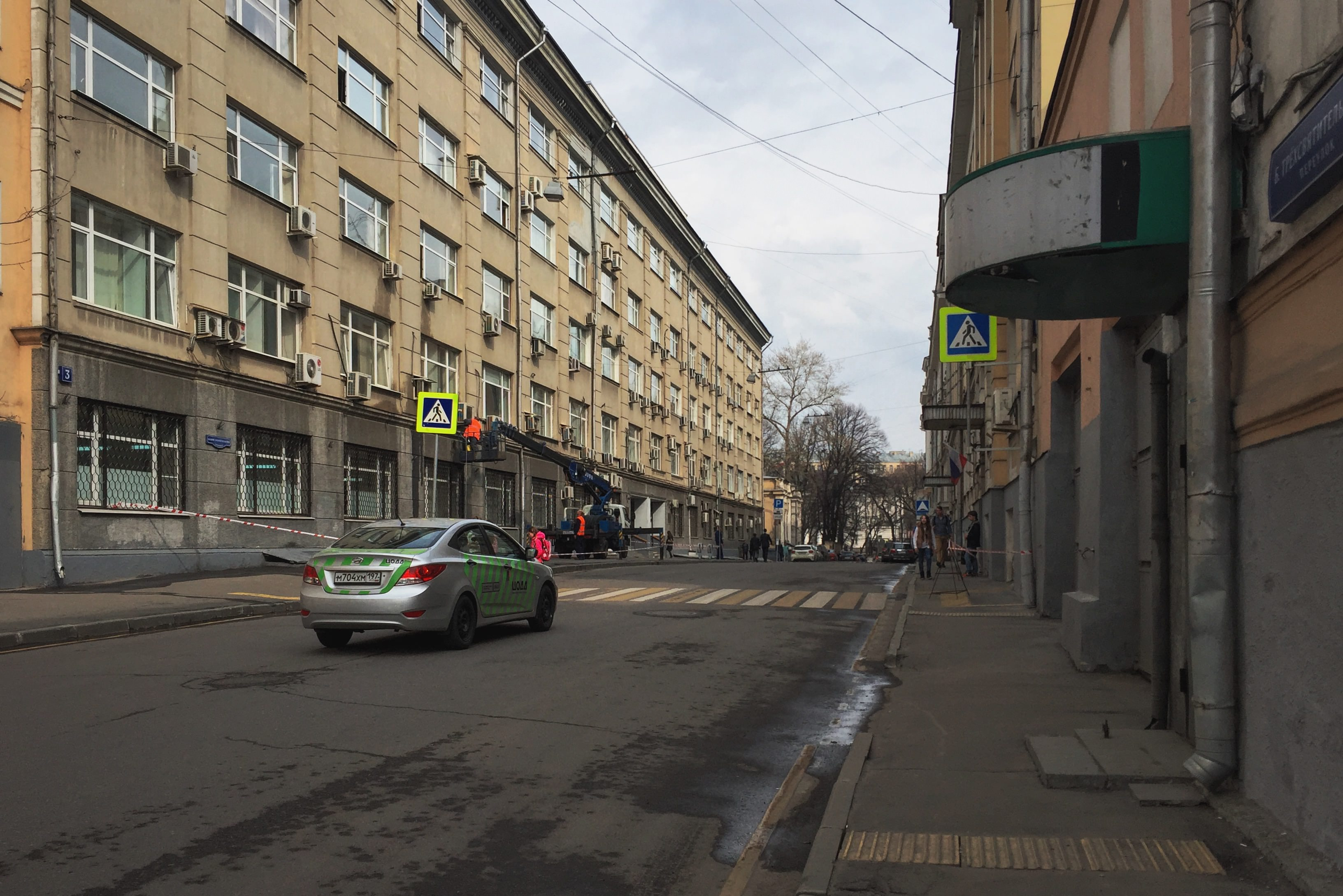
В бывших лагерных корпусах ныне находится НИУ ВШЭ

Покровский концентрационный лагерь — советский концлагерь, созданный советской властью в 1919 году в Большом Трёхсвятительском переулке вблизи Покровского бульвара.

## Расположение
Концлагерь был обустроен в Морозовском доме (д. № 1-3) и в соседнем с ним строении (д. № 3).

## История
Покровский концлагерь функционировал с 1919 по нач. 1930-х гг. в системе ВЧК-ОГПУ.

## Заключённые
В Покровском концлагере содержали, главным образом, бывших царских офицеров и белогвардейцев.